# Tagasta yunnana
Tagasta yunnana is een rechtvleugelig insect uit de familie Pyrgomorphidae. De wetenschappelijke naam van deze soort is voor het eerst geldig gepubliceerd in 1983 door Bi.